# Waagstuk
Waagstuk was een spelprogramma op de Belgische zender VTM in de jaren 1990. De quiz werd gepresenteerd door Luc Appermont.
en later ook door Lynn Wesenbeek. Het is de Vlaamse variant van het Amerikaanse Jeopardy!. In Nederland werd rond 2002 het format van de spelshow bij RTL 4 op de buis gebracht onder de titel Dayzers Donderdag, gepresenteerd door Manuëla Kemp(het werd zo genoemd omdat het op donderdagavond werd uitgezonden). Tijdens dit programma vond ook de Dayzers-trekking plaats.

## Doel van het spel
In deze quiz kregen de kandidaten het antwoord en moesten ze zelf de correcte vraag kunnen stellen. De jury was redelijk streng. De speler moest in zijn antwoord (dat eigenlijk de vraag was) rekening houden met zijn woordkeuze. Alles moest juist zijn: naamwoorden, voorzetsels, werkwoorden en vervoegingen, eventuele meervouden enz. Het was dan ook raadzaam om het antwoord zo kort mogelijk te houden om fouten te vermijden.
Enkele voorbeelden:
- Opgave: Het plaatje waarmee je een tokkelinstrument bespeelt.
  - Juist antwoord kandidaat: Wat is een plectrum?
- Opgave: Grote, grijze zoogdieren die onder andere in Afrika leven en toeteren met hun slurf.
  - Juist antwoord kandidaat: Wat zijn olifanten?
  - Verkeerd antwoord kandidaat: Wat is een olifant? (omdat in de opgave het meervoud werd gebruikt, moet het antwoord dat ook hebben).
- Opgave: Deze sprookjesdieren balkten, blaften, miauwden en kraaiden om de rovers weg te jagen.
  - Juist antwoord kandidaat: Wat deden de Bremer stadsmuzikanten?
  - Juist antwoord kandidaat: Wat deden de Bremer stadsmuzikanten om de rovers te verjagen?
  - Fout antwoord kandidaat: Wat doen de Bremer stadsmuzikanten? (omdat in de opgave de verleden tijd wordt gebruikt).
  - Fout antwoord kandidaat: Wat deden de Bremer stadsmuzikanten om de rover te verjagen? (het moet 'rovers' zijn, omdat er meerdere rovers waren).

## Spelverloop
Alle quizrondes werden gespeeld met dezelfde drie kandidaten.

### Voorronden
De eerste en tweede ronde waren gelijkwaardig, alleen dat de te winnen punten anders waren. Antwoorden werden mondeling gegeven.
Er werd een bord getoond met zes categorieën. Elke categorie had vijf vragen met een oplopend puntenaantal. In de eerste ronde waren dat 1000, 2000, 3000, 4000 en 5000 punten. In de tweede ronde verdubbelden deze: 2000, 4000, 6000, 8000 en 10000 punten.
De categorieën waren heel variërend: dit kon eigenlijk over alles gaan. Soms was de aanwijzing zeer concreet (bijv.: categorie "John Denver", waarin dan alle vragen gingen over deze persoon), soms was dit wat abstracter (bijv.: categorie "kunst").
De speler koos eerst een categorie. De eerstvolgende opgave uit die categorie werd getoond. Wanneer de speler de correcte vraag kon stellen, won hij de overeenkomstige punten en bleef hij aan de beurt. Gaf hij een verkeerd antwoord, dan ging de beurt naar de volgende persoon.
Achter sommige opgaven stond geen bedrag, maar de vermelding "WAAGSTUK" (in Nederland DAYZERS). De speler kon dan zelf een bedrag inzetten (met maximaal de helft van het aantal behaalde punten). Wanneer hij het correcte antwoord gaf, won hij dat ingezette bedrag. In het andere geval werd het bedrag afgetrokken van zijn reeds behaalde score.
Een voorronde was afgelopen na een welbepaalde tijd, dus niet alle voorziene opgaven kwamen aan bod.

### Finale
In de finaleronde kon men het gewonnen puntenaantal omzetten in geld, destijds Belgische frank (in Nederland destijds in guldens).
Er werd één opgave getoond. Alle kandidaten dienden hun antwoord schriftelijk in te typen en hadden hiervoor een beperkte tijd. In het antwoord mocht geen enkele fout staan, dus ook geen typefouten. Regelmatig verloren kandidaten omdat ze niet konden typen en daardoor de (correcte) letters niet tijdig vonden.
De kandidaat die en het juiste antwoord had en daarbij ook nog eens de meeste punten, won de geldprijs. Daarnaast mocht hij ook deelnemen aan de volgende aflevering. De andere kandidaten kregen een troostprijs. Tijdens de eerste maanden van het spel was dat een trofee, maar later kregen ze ook het Waagstuk-spelbord (in Nederland Dayzers-loten).